# Cadre-47/2-Europameisterschaft 1955

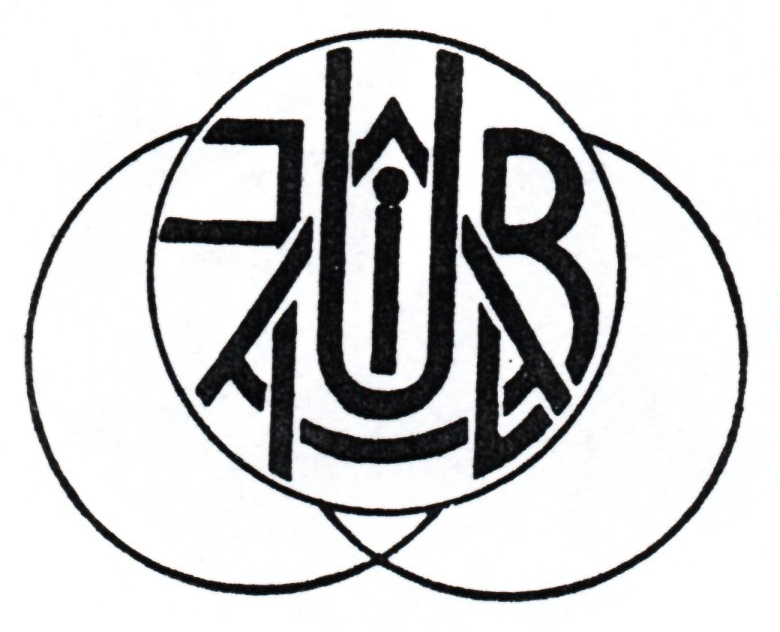
Logo UIFAB (ausrichtender Verband)

Die Cadre-47/2-Europameisterschaft 1955 war das 19. Turnier in dieser Disziplin des Karambolagebillards und fand vom 10. bis zum 13. April 1955 in Granada statt. Es war die erste Cadre-47/2-Europameisterschaft in Spanien.

## Geschichte
Durch massive Auseinandersetzungen um die Verbandspolitik der UIFAB auf die Besetzung und Durchführung von Europameisterschaften führte der spanische Verband eine eigene Europameisterschaft durch. Außer aus Spanien und Portugal nahmen keine anderen Verbände teil. Die ersten drei Plätze wurden dann auch nur von Spaniern belegt. Die Leistungen der Teilnehmer waren eher dürftig. 

## Turniermodus
Hier wurde im Round Robin System bis 400 Punkte gespielt. Es wurde mit Nachstoß gespielt. Damit waren Unentschieden möglich.
Bei MP-Gleichstand (außer bei Punktgleichstand beim Sieger) wird in folgender Reihenfolge gewertet:
1. MP = Matchpunkte
2. GD = Generaldurchschnitt
3. HS = Höchstserie

## Abschlusstabelle
| MP    | Match Points (Sieger = 2; Unentschieden = 1; Verlierer = 0) |
| Pkte. | Erzielte Karambolagen                                       |
| Aufn. | Benötigte Versuche                                          |
| GD    | Generaldurchschnitt                                         |
| BED   | Bester Einzeldurchschnitt eines Spielers                    |
| HS    | Höchstserie                                                 |
|       | Bester GD des Turniers                                      |
|       | Bester ED des Turniers                                      |
|       | Beste HS des Turniers                                       |
|       | 1. Platz (Gold)                                             |
|       | 2. Platz (Silber)                                           |
|       | 3. Platz (Bronze)                                           |

| Platz                      | Name                 | MP  | Pkte. | Aufn. | GD    | BED   | HS  |
| -------------------------- | -------------------- | --- | ----- | ----- | ----- | ----- | --- |
| 1                          | José Alvarez Ossorio | 8:2 | 1715  | 133   | 12,89 | 17,39 | 103 |
| 2                          | Joaquín Domingo      | 6:4 | 1903  | 103   | 18,47 | 22,22 | 113 |
| 3                          | Rafael Garcia        | 6:4 | 1749  | 134   | 13,05 | 30,76 | 103 |
| 4                          | Alfredo Ferraz       | 4:6 | 1480  | 110   | 13,45 | 20,00 | 88  |
| 5                          | José Gálvez          | 4:6 | 1618  | 128   | 12,64 | 23,52 | 117 |
| 6                          | Alfredo Alhinho      | 2:8 | 1456  | 140   | 10,40 | 15,38 | 80  |
| Turnierdurchschnitt: 13,26 |                      |     |       |       |       |       |     |